# نيكول فيسيل
نيكول فيسيل (مواليد 19 مايو 1983) هي متزلجة ألمانية سابقة في التزلج الريفي على الثلج تنافست بين 2000 و2018. أفضل إنجاز لها في كأس العالم كان في المركز الثاني مرتين (سباق الفريق: 2009، تتابع 4 × 5 كم: مارس 2010)، وأفضل إنجاز فردي لـ فيسيل هو الثاني في سويسرا في عام 2014.
تنافست في أولمبياد شتوية، وكان أفضل إنجاز لها هو 17 في حدث العدو الفردي في فانكوفر في عام 2010، كان أفضل إنجاز لـ فيسيل في بطولة "FIS Nordic World" للتزلج هو 15 مرتين، كلاهما في أحداث العدو (2007، 2009). أعلنت اعتزالها التزلج الريفي في سبتمبر 2019.